# ヴィチャイ・スリヴァッダナプラバ
ヴィチャイ・スリヴァッダナプラバ（タイ語: วิชัย ศรีวัฒนประภา、ラテン翻記:Vichai Srivaddhanaprabha、1958年4月3日 - 2018年10月27日）は、タイ王国の華人の実業家。2010年から2018年に亡くなるまでイングランド・プレミアリーグのレスター・シティFC会長を務めた。

## 経歴
1958年、中国系の両親のもとタイ王国に生まれる。1989年に免税店のキングパワーを設立し、財をなした。2010年にプレミアリーグ所属のサッカーチームであるレスター・シティを買収。継続的な投資によってクラブを発展させ、2015-16シーズンにクラブは創設以来初のリーグ優勝を成し遂げた。

2018年10月27日、自身所有のヘリコプターがレスター・シティの本拠地キング・パワー・スタジアム近くの駐車場に墜落し、同機に搭乗しており死亡したことがクラブにより翌日発表された。60歳没。